# Santa Filomena (Piauí)
Santa Filomena è un comune del Brasile nello Stato del Piauí, parte della mesoregione del Sudoeste Piauiense e della microregione dell'Alto Parnaíba Piauiense.